# 앨버트 데커

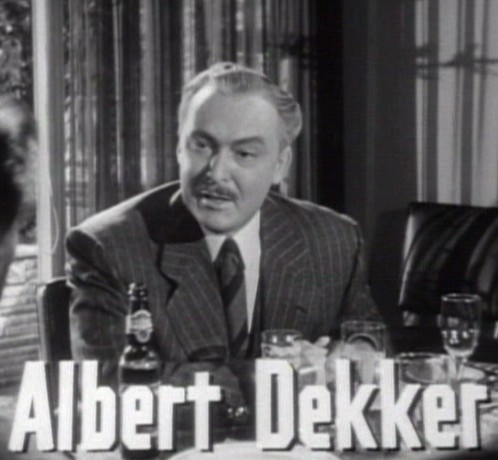

앨버트 데커(Albert Dekker, 1905년 12월 20일 ~ 1968년 5월 5일)는 미국의 배우, 정치인, 연극 배우, 텔레비전 배우, 영화배우이다.
브루클린에서 태어났으며 할리우드에서 사망하였다. 사인은 질식성애증이다.

## 영화
- 와일드 번치 (1969년) - 팻 해리건 역
- 세일즈맨의 죽음 (1966년)
- 가메라 (1965년)
- 소리와 분노 (1959년)
- 천 개의 언덕 (1959년)
- 미드 오브 나잇 (1959년)
- 원더풀 컨츄리 (1959년)
- 지난 여름 갑자기 (1959년) - 혹스타더 박사 역
- 키스 미 데들리 (1955년)
- 에덴의 동쪽 (1955년) - 윌 해밀턴 역
- 넬리 (1952년)
- 격노 (1950년)
- 타잔의 마천 (1949년)
- 신사협정 (1947년)
- 살인자들 (1946년)
- 위험한 실험 (1944년)
- 스타 스팽글드 리듬 (1942년)
- 웨이크 아일랜드 (1942년)
- 홍키 통크 (1941년)
- 닥터 사이클롭스 (1940년)
- 파리 허니문 (1939년)
- 네버 세이 다이 (1939년)
- 보 게스티 (1939년)
- 철가면 (1939년)
- 마리 앙투아네트 (1938년)